# (100439) 1996 PU5
(100439) 1996 PU5 es un asteroide perteneciente al cinturón de asteroides, descubierto el 10 de agosto de 1996 por el equipo del Near Earth Asteroid Tracking desde el Observatorio de Haleakala, Hawái, Estados Unidos.

## Designación y nombre
Designado provisionalmente como 1996 PU5.

## Características orbitales
1996 PU5 está situado a una distancia media del Sol de 2,716 ua, pudiendo alejarse hasta 3,516 ua y acercarse hasta 1,916 ua. Su excentricidad es 0,294 y la inclinación orbital 12,86 grados. Emplea 1635 días en completar una órbita alrededor del Sol.

## Características físicas
La magnitud absoluta de 1996 PU5 es 15,4. Tiene 3,825 km de diámetro y su albedo se estima en 0,084.